# Isaac Palma
Isaac Antonio Palma Olivares (ur. 26 października 1990 w Zitácuaro) – meksykański lekkoatleta specjalizujący się w chodzie sportowym.
Jego młodszy brat, Ever, również uprawia chód sportowy.
W 2010 zdobył złoto młodzieżowych mistrzostw NACAC. Bez powodzenia startował w 2012 w pucharze świata w chodzie. W tym samym roku reprezentował Meksyk na igrzyskach olimpijskich w Londynie, na których zajął 34. miejsce w chodzie na 20 kilometrów. W 2013 był 37. w chodzie na 20 kilometrów podczas mistrzostw świata w Moskwie.
Rekord życiowy w chodzie na 20 kilometrów: 1:20:54 (9 kwietnia 2016, Podiebrady oraz 23 kwietnia 2016, Taicang).

## Osiągnięcia
| Rok  | Impreza                                | Miejsce         | Konkurencja               | Lokata      | Wynik      |
| ---- | -------------------------------------- | --------------- | ------------------------- | ----------- | ---------- |
| 2010 | Młodzieżowe mistrzostwa NACAC          | Miramar         | chód na 20 000 m          | 1. miejsce  | 1:28:53,38 |
| 2011 | Panamerykański puchar w chodzie        | Envigado        | chód na 20 km             | 5. miejsce  | 1:26:38    |
| 2011 | Panamerykański puchar w chodzie        | Envigado        | chód na 20 km (drużynowo) | 1. miejsce  | 12 pkt.    |
| 2012 | Puchar świata w chodzie                | Sarańsk         | chód na 20 km             | 51. miejsce | 1:26:25    |
| 2012 | Igrzyska olimpijskie                   | Londyn          | chód na 20 km             | 34. miejsce | 1:23:35    |
| 2013 | Panamerykański puchar w chodzie        | Gwatemala       | chód na 20 km             | 6. miejsce  | 1:26:55    |
| 2013 | Uniwersjada                            | Kazań           | chód na 20 km             | 7. miejsce  | 1:24:14    |
| 2013 | Mistrzostwa świata                     | Moskwa          | chód na 20 km             | 37. miejsce | 1:28:14    |
| 2017 | Uniwersjada                            | Tajpej          | chód na 20 km             | 5. miejsce  | 1:30:31    |
| 2018 | Drużynowe mistrzostwa świata w chodzie | Taicang         | chód na 20 km             | 59. miejsce | 1:30:55    |
| 2019 | Puchar panamerykański w chodzie        | Lázaro Cárdenas | chód na 50 km             | 1. miejsce  | 3:49:39    |
| 2019 | Igrzyska panamerykańskie               | Lima            | chód na 20 km             | –           | DQ         |
| 2019 | Mistrzostwa świata                     | Doha            | chód na 50 km             | –           | DNF        |
| 2021 | Igrzyska olimpijskie                   | Tokio           | chód na 50 km             | –           | DNF        |
| 2024 | Drużynowe mistrzostwa świata w chodzie | Antalya         | chód na 20 km             | 38. miejsce | 1:23:41    |